# خوسيه بيردومو
خوسيه بيردومو (بالإسبانية: José Perdomo)‏ (مواليد 5 يناير 1965) هو لاعب كرة قدم. يلعب مع منتخب الأوروغواي لكرة القدم. سبق له أن لعب في كأس العالم لكرة القدم مع منتخب بلاده.

## روابط خارجية
- خوسيه بيردومو على موقع الاتحاد الدولي (مؤرشف)  (الإنجليزية)
- خوسيه بيردومو على موقع الاتحاد الأوربي (الإنجليزية)
- خوسيه بيردومو على موقع قاعدة بيانات كرة القدم.إي يو (الإنجليزية)
- خوسيه بيردومو على موقع ناشيونال فوتبول تيمز (الإنجليزية)